# Jeff Agoos
Jeff Agoos (Genf, 1968. május 2. –) svájci születésű amerikai válogatott labdarúgó, az amerikai profi bajnokság egyetlen ötszörös bajnoka.

## Korai évek
Édesapja Svájcban volt diplomata, amikor Jeff megszületett, azonban ő már Texasban nőtt fel. 1986 és 1990 között a Virginia Egyetem csapatában szerepelt, ahol a későbbi szövetségi kapitány, Bruce Arena volt az edzője. 1991-ben a Maryland Bays-ben játszott, az amerikai A-League-ben, majd egy dallasi teremfoci-csapatban szerepelt. Miután kimaradt az 1994-es vb-keretből, szerencsét próbált a tengerentúlon, a német SC Wehen szerződtette.

## Major League Soccer
Az MLS indulásakor Bruce Arena csapatába, a Washington-hoz került, az első bajnokságot és kupát azonnal meg is nyerték, majd egy évvel később ismét ők ünnepelhették a bajnoki címet. Ez később, 1999-ben is sikerült a fővárosi csapatnak. 1997-ben, majd 1999-ben és 2001-ben is bekerült az Év csapatába, utóbbi alkalommal már a San Jose Earthquakes játékosaként. 2001-ben negyedik, majd 2003-ban ötödik bajnoki címét könyvelhette el, ezt azóta sem sikerült felülmúlnia senkinek. Utolsó szezonjában a MetroStars keretéhez tartozott, 2005. december 8-án jelentette be visszavonulását.

## válogatott
Az amerikai válogatottban 1988. január 13-án mutatkozott be Guatemala ellen. Ő volt az utolsó játékos, aki kimaradt 1994-ben a világbajnokságra utazó keretből. 1998-ban már nevezték a vb-re, azonban egy percet sem játszott. 2002-ben mindhárom csoportmérkőzésen szerepelt, aztán megsérült. Túlkorosként szerepelt a 2000-es olimpián, ahol negyedik helyezést ért el az amerikai csapat. Utolsó válogatott mérkőzését 2003. május 26-án játszotta Wales ellen.

## Visszavonulás után
2006 szeptemberében a Red Bull New York technikai igazgatójának nevezték ki, ahol természetesen régi ismerőse, Bruce Arena volt a vezetőedző.